# Osmeridae

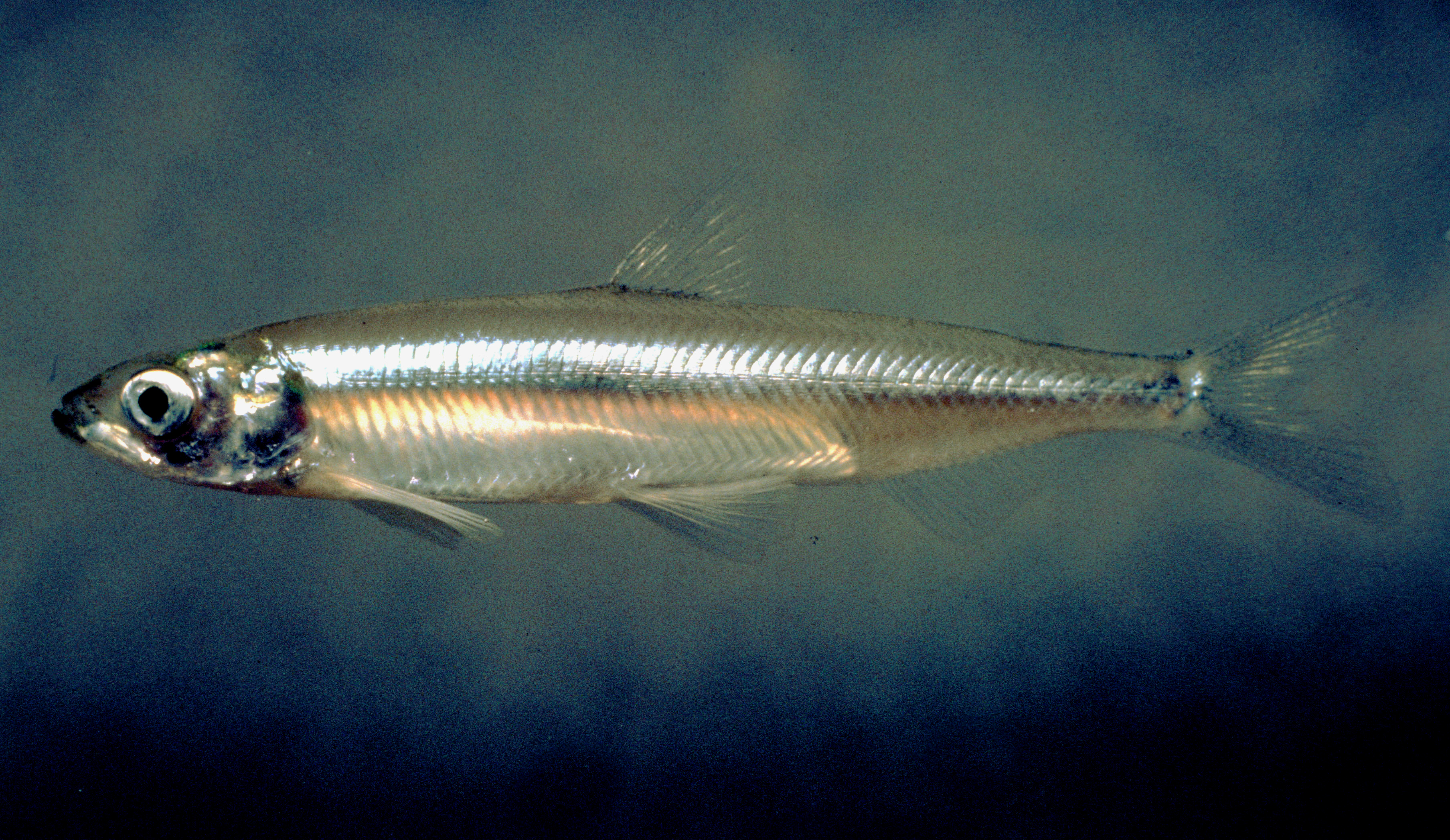
Hypomesus transpacificus

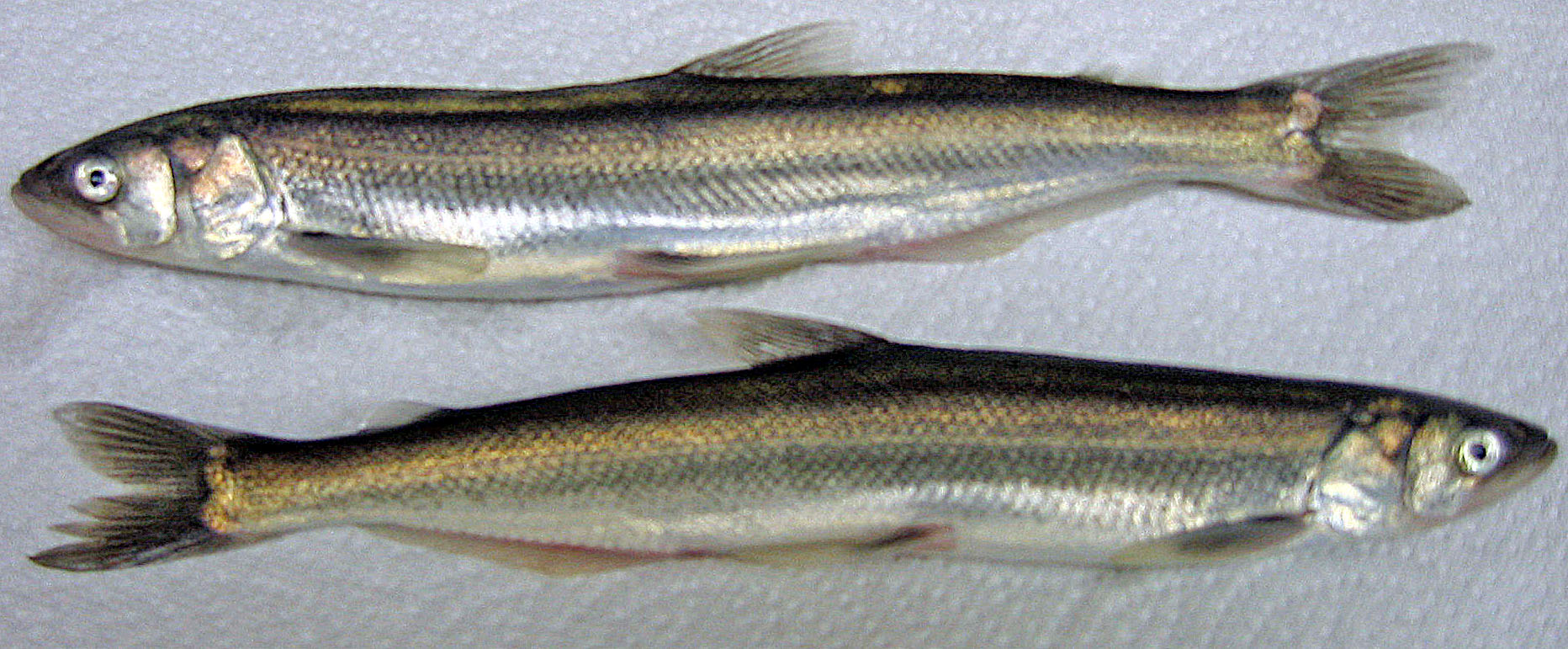
Thaleichthys pacificus

Los eperlanos o capellanes son la familia Osmeridae, peces marinos y de agua dulce del orden Osmeriformes, distribuidos por aguas frías del hemisferio norte en los océanos Atlántico y Pacífico, así como por cursos fluviales que dan a estos. Su nombre procede del griego osme , que significa mal olor.
Son peces anádromos, que viven en la costa y remontan las aguas de los ríos, de color plateado y con unos 40 cm de longitud máxima, aunque la mayoría de las especies miden menos de 20 cm de longitud.

## Géneros y especies
Existen 16 especies, agrupadas en los 6 géneros siguientes:
- Género Allosmerus (Hubbs, 1925):
  - Allosmerus elongatus (Ayres, 1854)
- Género Hypomesus (Gill, 1862):
  - Hypomesus chishimaensis (Saruwatari, Lopéz y Pietsch, 1997)
  - Hypomesus japonicus (Brevoort, 1856)
  - Hypomesus nipponensis (McAllister, 1963)
  - Hypomesus olidus (Pallas, 1814) - Eperlano de estanque.
  - Hypomesus pretiosus (Girard, 1854) - Eperlano del Pacífico.
  - Hypomesus transpacificus (McAllister, 1963)
- Género Mallotus (Cuvier, 1829):
  - Mallotus villosus (Müller, 1776) - Capelán o Capelín.
- Género Osmerus (Linnaeus, 1758):
  - Osmerus eperlanus (Linnaeus, 1758) - Eperlano europeo o Eperlón.
  - Osmerus mordax dentex (Steindachner y Kner, 1870) - Eperlano arco iris.
  - Osmerus mordax mordax (Mitchill, 1814) - Eperlano americano.
  - Osmerus spectrum (Cope, 1870)
- Género Spirinchus (Jordan y Evermann, 1896):
  - Spirinchus lanceolatus (Hikita, 1913)
  - Spirinchus starksi (Fisk, 1913)
  - Spirinchus thaleichthys (Ayres, 1860)
- Género Thaleichthys (Girard, 1858):
  - Thaleichthys pacificus (Richardson, 1836)